# St. Bonifatius (Weddel)

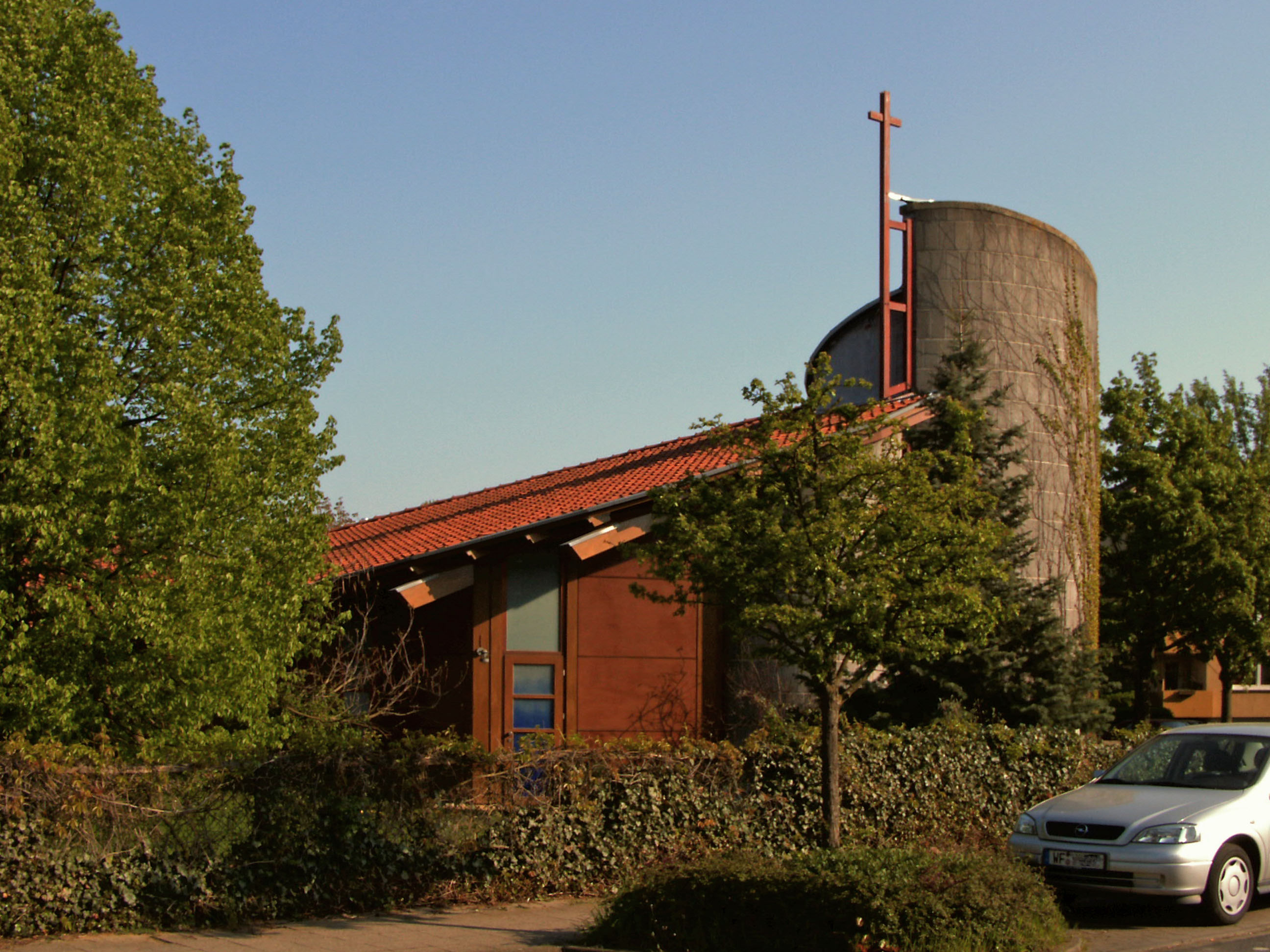
St.-Bonifatius-Kirche

St. Bonifatius ist die katholische Kirche in Weddel, einem Ortsteil von Cremlingen im Landkreis Wolfenbüttel in Niedersachsen. Sie ist eine Filialkirche der Pfarrgemeinde Heilig Kreuz mit Sitz in Veltheim (Ohe), und die jüngste Kirche im Dekanat Braunschweig des Bistums Hildesheim. Die nach dem heiligen Bonifatius benannte Kirche befindet sich in der Ahornallee 1 (Ecke Döhrenstraße).

## Geschichte
Am 17. November 1990 erfolgte die Grundsteinlegung durch Generalvikar Heinrich Schenk (1929–1996). Am 9. November 1991 folgte die Einweihung, ebenfalls durch Heinrich Schenk. Neben dem hl. Bonifatius wurde der hl. Liborius als zweiter Schutzpatron der Kirche bestimmt. Zunächst gehörte die Kirche zur Pfarrgemeinde St. Theresia vom Kinde Jesu in Cremlingen. Zu dieser Zeit gehörten etwa 1100 Katholiken zur Pfarrgemeinde St. Theresia vom Kinde Jesu, davon wohnten etwa 480 in Weddel. Zuvor wurde in Weddel bereits katholischer Gottesdienst in der evangelisch-lutherischen Christuskirche gehalten.
Seit dem 1. November 2006 gehört die Kirche zur Pfarrgemeinde Heilig Kreuz, da die Pfarrgemeinde St. Theresia vom Kinde Jesu zu diesem Zeitpunkt aufgehoben und der Pfarrgemeinde Heilig Kreuz angeschlossen wurde.

## Architektur und Ausstattung
Die in rund 96 Meter Höhe über dem Meeresspiegel gelegene Kirche hat die Form eines Fisches, nach einem Entwurf von Studenten der Fachhochschule Hildesheim/Holzminden. Der Weg zum Kircheneingang führt über einen kleinen Wasserlauf, der in einen neben der Kirche befindlichen Teich mündet. Auch im Inneren der Kirche erinnert manches Detail an einen Fisch.
Die Braunschweiger Architekten Uwe Höltje und Rolf Möhring realisierten den Entwurf. Als Baustoff zeigt sich, außen wie innen, überwiegend Holz, in Teilbereichen auch unverputztes Mauerwerk. Die Kirche verfügt über ungefähr 70 Sitzplätze, Tageslicht fällt durch die Fenster über und neben dem Altarraum in die Kirche. Der Turm, der den Altarraum bildet, wird von einem Kreuz überragt. Zur Ausstattung gehören 15 Kreuzwegstationen, eine Statue der hl. Maria und eine Orgel. Ferner seit 2014 die Statue der hl. Therese von Lisieux, die sich zuvor in der profanierten Cremlinger Kirche befand. An den Gottesdienstraum grenzt ein Gruppenraum an, der sich zum Gottesdienstraum hin öffnen lässt.